# مايسترو هاريل
مايسترو هاريل (بالإنجليزية: Maestro Harrell)‏ هو مغني وممثل أمريكي، ولد في 29 يوليو 1991 بشيكاغو في الولايات المتحدة.

## أعمال

### أفلام
- (2001) علي[7]

## وصلات خارجية
- مايسترو هاريل على موقع IMDb (الإنجليزية)
- مايسترو هاريل على موقع ميوزك برينز (الإنجليزية)
- مايسترو هاريل على موقع ميوزك برينز (الإنجليزية)
- مايسترو هاريل على موقع ميوزك برينز (الإنجليزية)
- مايسترو هاريل على موقع ديسكوغز (الإنجليزية)
- مايسترو هاريل على موقع قاعدة بيانات الفيلم (الإنجليزية)